# Rostand-Insel
Die Rostand-Insel (französisch Île Jean Rostand) ist eine kleine, 330 m lange Felseninsel vor der Küste des ostantarktischen Adélielands. Sie liegt 170 m südöstlich der Pétrel-Insel im Géologie-Archipel.
Französische Wissenschaftler kartierten sie im Verlauf einer von 1949 bis 1951 dauernden Forschungsreise und benannten sie nach dem französischen Biologen Jean Rostand (1894–1977).